# 변호사법
변호사법은 대한민국의 변호사 및 법조직역을 규율하는 법률이다. 하위 법령으로 변호사법 시행령이 있다. 

## 목차
1 제1장 변호사의 사명과 직무 <개정 2008.3.28>
2 제2장 변호사의 자격 <개정 2008.3.28>
3 제3장 변호사의 등록과 개업 <개정 2008.3.28>
4 제4장 변호사의 권리와 의무 <개정 2008.3.28>
5 제5장 법무법인 <개정 2008.3.28>
6 제5장의2 법무법인(유한) <신설 2005.1.27>
7 제5장의3 법무조합 <신설 2005.1.27>
8 제6장 삭제 <2005.1.27>
9 제7장 지방변호사회 <개정 2008.3.28>
10 제8장 대한변호사협회 <개정 2008.3.28>
11 제9장 법조윤리협의회 및 수임자료 제출 <개정 2008.3.28>
12 제10장 징계 및 업무정지 <개정 2008.3.28>
13 제11장 벌칙 <개정 2008.3.28>

## 사례

### 재판·수사기관 공무원의 사건 소개 금지 위반
제36조는 재판이나 수사기관에서 일하는 공무원은 자기가 일하는 기관의 사건에 대해 사건 당사자가 가까운 가족일 경우을 제외하고는 특정 변호사나 직원에게 소개하거나 알선하는 것을 금지하고 있다. 예를 들어 X경찰서 형사가 평소 알고 지내던 변호사 甲에게 X경찰서에서 수사 중인 교통사고처리특례법위반 피의사건을 소개비 없이 소개하는 경우는 변호사법 위반이지만 변호사 甲은 대학교 동창인 Y지방검찰청의 검사 E로부터 자기 친형의 아들이 Y지방검찰청의 다른 검사로부터 폭행사건 조사를 받고 있다고 하면서 사건을 소개비를 없이 소개받은 경우는 합법이다.

### 변호사가 아닌 자와의 동업 금지
제34조는 변호사나 그 사무직원은 법률사건이나 법률사무의 수임에 관하여 소개·알선 또는 유인의 대가로 금품·향응 또는 그 밖의 이익을 제공하거나 제공하기로 약속하는 것을 금지하고 있다. 강간사건의 피고인 B의 친구 C(변호사 甲과 전혀 모르는 사이)가 변호사 甲에게 B의 사건을 의뢰하자 변호사 甲이 감사의 표시로 30만 원을 봉투에 넣어 C에게 주는 경우 위법하다.

## 판례

### 금지되는 법률사무
- 변호사법 제109조 제1호는 소송사건 등에 관하여 법률사무를 하는 행위에 대한 벌칙을 규정하고 있는데, 위 조문은 금지되는 법률사무의 유형으로서 감정, 대리, 중재, 화해, 청탁, 법률상담, 법률 관계 문서 작성을 나열한 다음 ‘그 밖의 법률사무’라는 포괄적인 문구를 두고 있다. 위 조문에서 규정한 ‘그 밖의 법률사무’는 법률상의 효과를 발생·변경·소멸시키는 사항의 처리와 법률상의 효과를 보전하거나 명확하게 하는 사항의 처리를 의미하는데, 직접적으로 법률상의 효과를 발생·변경·소멸·보전·명확화하는 행위는 물론이고, 위 행위와 관련된 행위도 ‘그 밖의 법률사무’에 해당한다.[3]

### 부동산 중개행위
변호사법 제3조에서 정한 ‘일반 법률사무’에 구 부동산중개업법 제2조 제1호의 ‘중개행위’가 포함되지 않는다.

## 변호사법 제90조 제2호 위헌소원 사건
죄형법정주의의 원칙은 법률이 처벌하고자 하는 행위가 무엇이며 그에 대한 형벌이 어떠한 것인지를 누구나 예견할 수 있고, 그에 따라 자신의 행위를 결정할 수 있게끔 구성요건이 명확히 규정될 것을 요구한다. 만약 범죄의 구성요건에 관한 규정이 지나치게 추상적이거나 모호하여 그 내용과 적용범위가 과도하게 광범위하거나 불명확한 경우에는 국가형벌권의 자의적인 행사가 가능하게 되어 개인의 자유와 권리를 보장할 수 없으므로 죄형법점주의의 원칙에 위배된다. 
처벌법규의 구성요건을 일일이 세분하여 명확성의 요건을 모든 경우에 요구하는 것은 입법기술상 불가능하거나 현저히 곤란한 것이므로 어느 정도의 보편적이거나 일반적인 뜻을 지닌 용어를 사용하는 것이 부득이하다고 할 수 밖에 없고, 당해 법률이 제정된 목적과 다른 법률조항과의 연관성을 고려하여 합리적인 해석이 가능한지 여부에 따라 명확성의 요건을 갖추었는지 여부를 가릴 수 밖에 없다. 
법 제3조의 변호사의 직무범위는 이 사건 법률규정이 변호사 아닌 자에게 금지하고 있는 업무영역과 동일하다. 예시적 입법의 형식은 법규범의 흠결을 보완하고 변화하는 사회에 대한 법규범의 적응력을 확보하기 위하여 필요하다. 예시적 입법형식에 있어서 구성요건의 일반조항이 지나치게 포괄적이어어서 법관의 재량이 광범위하게 인정되어 자의적인 해석을 통하여 그 적용범위를 확장할 가능성이 있는 경우아며, 죄형법정주의 원칙에 위배된다. 따라서 예시적 입법형식이 법률명확성의 원칙에 위배되지 않으려면 예시한 구체적인 사례(개개 구성요건)들이 그 자체로 일반조항의 해석을 위한 판단지침을 내포하고 있어야 할 뿐 아니라, 그 일반조항 자체가 그러한 구체적인 예시들을 포괄할 수 있는 의미를 담고 있는 개념이어야 한다. 일반의 법률사건과 법률사무는 자의적인 해석으로 확대될 우려가 없어 명확성의 원칙에 위배되지 않는다.

## 변호사법 위반죄
변호사 아닌 甲이 변호사인 乙을 고용하여 법률사무소를 개설한 변호사법 위반죄를 저지른 경우 乙을 甲의 범죄행위에 다한 공범으로 처벌할 수 있다.

## 참고 문헌
- 대한민국 헌법재판소 판례 2000.4.27. 98헌바95·96, 99헌바2, 2000헌바4(병합)[합헌]